# Rhadinobracon luteus
Rhadinobracon luteus är en stekelart som beskrevs av Szepligeti 1906. Rhadinobracon luteus ingår i släktet Rhadinobracon och familjen bracksteklar. Inga underarter finns listade i Catalogue of Life.